# Nyilas (Ukrajna)
Nyilas (ukránul: Розтоки [Roztoki]) falu  Ukrajnában, Kárpátalján, a Rahói járásban. 

## Fekvése
Rahótól keletre 7 km-re, a Fehér-Tisza völgyében fekszik. A Fehér-Tisza völgyének kapuja.

## Nevének eredete
A Rosztoka helységnév ruszin víznévi eredetű. A pataknév a ruszin-ukrán pостока~pозтока ’két ágra oszló vagy két ág egyesüléséből keletkező vízfolyás, elágazás, útelágazás’ (СУМ. 8: 827, Hrinčenko 4: 79, Sztripszky 119) főnévből származik. A magyar Nyilas a helységnévrendezés során, 1904-ben jött létre hivatalos úton, a szláv névvel nincs kapcsolatban (nyilas: ’a közös szántóföldekből nyíl szerinti osztással (nyílhúzással, nyílvetéssel) egy-egy gazdára jutó földdarab, osztályrész’(teSz. 2: 1045). A hivatalos ukrán Розтоки többes számú forma.

## Története
Nevét 1898-ban Rosztik néven említették (hnt.). Későbbi névváltozatai: 1907-ben, 1913-ban és 1918-ban Nyilas (hnt.), 1925-ben
Novoszelica, Roztoky (ComMarmUg. 112), 1944-ben Nyilas, Ростокъ (hnt.), 1983-ban Розтоки, Ростоки (Zo).
A falu régebben Rahó külterületi lakott helye volt.